# Papigoe
Papigoe is een dorp in het oosten van de Schotse lieutenancy Caithness in het raadsgebied Highland.